# John Woo
John Woo (em chinês: 吳宇森, pinyin: Wú Yǔsēn; nascido em Guangzhou, 1 de maio de 1946) é um cineasta, roteirista e ator chinês. Ele é considerado uma grande influência no gênero de ação, conhecido por suas sequências de ação altamente caóticas, imagens estilizadas, impasses mexicanos, uso frequente de câmera lenta e alusões ao neo-noir, wuxia e ao cinema ocidental.
Considerado uma das principais figuras do cinema de Hong Kong, Woo dirigiu vários filmes de ação notáveis, entre eles, A Better Tomorrow (1986), The Killer (1989), Hard Boiled (1992) e Red Cliff (2008). Ele é um vencedor do Hong Kong Film Awards para Melhor Diretor, Melhor Edição e Melhor Filme, bem como um Golden Horse Award, um Asia Pacific Screen Award e um Saturn Award para Melhor Diretor. Os filmes em Hollywood do Woo incluem os filmes de ação Hard Target (1993) e Broken Arrow (1996), o thriller de ficção científica Face/Off (1997) e o filme de espionagem de ação Mission: Impossible 2 (2000). Ele também criou a série de quadrinhos Seven Brothers, publicada pela Virgin Comics. Ele cita seus três filmes favoritos como Lawrence of Arabia, de David Lean, Seven Samurai, de Akira Kurosawa, e Le Samouraï, de Jean-Pierre Melville. Ele é o fundador e presidente de sua própria produtora, a Lion Rock Productions.

## Carreira
Passou a sua infância em Hong Kong, onde trabalhou como assistente de realização nos estúdios Shaw Brothers, em 1968. Foi ao lado do realizador Chang Cheh que fez a sua aprendizagem, tendo sido seu operador de câmara durante quatro anos. Co-realizou o filme de artes marciais Sijie (1968), mas a sua estreia na realização fez-se com Nu Zi Tai Quan Qun Ying Hui (1974).
Durante os anos 70 e 80, tornou-se um dos mais prolíferos realizadores de filmes de ação de Hong-Kong, tendo rodado 18 títulos, entre eles Shaolin Men (1975), Hao Xia (1978) e Xiao Jiang (1984).
O reconhecimento no mundo ocidental chegou com A Better Tomorrow (1986), que marcou o início de uma frutífera parceria com o actor Chow Yun-Fat, este thriller debruçou-se sobre a história de um gangster que resolve regenerar-se e tenta fazer as pazes com o seu irmão, que ainda o culpa pela morte do pai. O filme surpreendeu pelo seu estilismo visual, bem vincado nas cenas de tiroteio e de ação, cujo dramatismo é acentuado pelo uso da câmara lenta. Seguiram-se duas sequências. Com Die Xue Shuang Xiong (O Assassino, 1989), Woo granjeou uma aura de cineasta de culto. Neste filme de acção, Woo abordou a trajetória de um assassino contratado que estabelece uma relação com uma cantora que ele, por acidente, cegara e que tenta fugir à impiedosa perseguição de um polícia. A criativa direcção do filme, aliada às originais cenas de acção, tornaram o título num sucesso, pelo que se estabeleceram os primeiros contactos para levar Woo para Hollywood.
Ainda filmaria em Hong-Kong mais dois títulos: Once a Thief (1991) e Lashou Shentan (1992). Foi por convite de Jean-Claude Van Damme que Woo viajou para os EUA para filmar Hard Target ou "O Alvo" (BR) (1993). O filme não resultou bem em termos comerciais, mas surpreendeu pelas originais e extraordinariamente bem coreografadas cenas de luta.
Seguiu-se Broken Arrow (Operação Flecha Quebrada ou A Última Ameaça - BR, 1996), onde John Travolta envergou a pele de um piloto da Força Aérea que deliberadamente faz acidentar o seu avião no deserto e decide pedir um resgate pelas armas nucleares que entretanto transportava, sofrendo a oposição do seu jovem co-piloto (Christian Slater). O filme apresentou pela primeira vez Travolta no papel de vilão, que voltaria a trabalhar com Woo em Face Off (A Outra Face, 1997), a história da troca de identidades entre um polícia e um homicida perigoso (Nicolas Cage).
Woo voltou a brilhar em Mission Impossible 2 (Missão Impossível 2, 2000). Sempre fiel ao género de filme de acção, dirigiu Ben Affleck e Uma Thurman em Paycheck (Pago Para Esquecer, 2003).
Recentemente, o diretor ajudou a produzir o game Stranglehold, para Playstation 3, Xbox 360 e PC. Trata-se de uma espécie de continuação do filme Hard Boiled, estrelado por Chow Yun-Fat.

## Filmografia
| Ano  | Filme                      | Diretor | Produtor | Roteirista | Notas |
| ---- | -------------------------- | ------- | -------- | ---------- | --- |
| 1968 | Dead Knot                  | Sim     | Não      | Sim        | |
| 1968 | Ouran                      | Sim     | Não      | Não        | |
| 1974 | The Young Dragons          | Sim     | Não      | Sim        | |
| 1975 | The Dragon Tamers          | Sim     | Não      | Sim        | |
| 1976 | Princess Chang Ping        | Sim     | Não      | Sim        | |
| 1976 | Hand of Death              | Sim     | Não      | Sim        | |
| 1977 | Money Crazy                | Sim     | Não      | Sim        | |
| 1978 | Hello, Late Homecomers     | Sim     | Não      | Sim        | |
| 1978 | Follow the Star            | Sim     | Não      | Não        | |
| 1979 | Last Hurrah for Chivalry   | Sim     | Não      | Sim        | |
| 1980 | From Riches to Rags        | Sim     | Não      | Não        | |
| 1981 | To Hell with the Devil     | Sim     | Não      | Sim        | |
| 1981 | Laughing Times             | Sim     | Não      | Sim        | |
| 1982 | Plain Jane to the Rescue   | Sim     | Não      | Não        | |
| 1984 | The Time You Need a Friend | Sim     | Sim      | Sim        | |
| 1985 | Run, Tiger, Run            | Sim     | Sim      | Não        | |
| 1986 | Heroes Shed No Tears       | Sim     | Sim      | Sim        | |
| 1986 | A Better Tomorrow          | Sim     | Sim      | Sim        | Também atua no filme Prêmio Cinematográfico de Hong Kong para Melhor Filme Nomeado - Prêmio Cinematográfico de Hong Kong para Melhor Diretor Nomeado - Prêmio Cinematográfico de Hong Kong para Melhor Roteiro |
| 1987 | A Better Tomorrow II       | Sim     | Não      | Sim        | |
| 1989 | The Killer                 | Sim     | Não      | Sim        | Prêmio Cinematográfico de Hong Kong para Melhor Diretor Nomeado - Prêmio Cinematográfico de Hong Kong para Melhor Roteiro                                                                                      |
| 1989 | Just Heroes                | Sim     | Não      | Não        | |
| 1990 | Bullet in the Head         | Sim     | Sim      | Sim        | Nomeado - Prêmio Cinematográfico de Hong Kong para Melhor Diretor |
| 1991 | Once a Thief               | Sim     | Não      | Sim        | Nomeado - Prêmio Cinematográfico de Hong Kong para Melhor Diretor |
| 1992 | Hard Boiled                | Sim     | Não      | Sim        | |
| 1993 | Hard Target                | Sim     | Não      | Não        | Nomeado - Prêmio Saturno para Melhor Diretor |
| 1996 | Broken Arrow               | Sim     | Não      | Não        | |
| 1997 | Face/Off                   | Sim     | Não      | Não        | Prêmio Saturno para Melhor Diretor |
| 2000 | Mission: Impossible 2      | Sim     | Não      | Não        | |
| 2002 | Windtalkers                | Sim     | Sim      | Não        | |
| 2003 | Paycheck                   | Sim     | Sim      | Não        | |
| 2008 | Red Cliff: Part I          | Sim     | Sim      | Sim        | Nomeado - Asian Film Award para Melhor Diretor |
| 2009 | Red Cliff: Part II         | Sim     | Sim      | Sim        | Nomeado - Prêmio Cinematográfico de Hong Kong para Melhor Filme Nomeado - Prêmio Cinematográfico de Hong Kong para Melhor Diretor                                                                              |
| 2010 | Reign of Assassins         | Sim     | Sim      | Não        | Co-direção com Su Chao-pin |
| 2014 | The Crossing               | Sim     | Sim      | Não        | |
| 2015 | The Crossing: Part II      | Sim     | Sim      | Não        | |
| 2017 | Manhunt                    | Sim     | Não      | Não        | |
| 2023 | Silent Night               | Sim     | Sim      | Não        | |

Somente produtor
- A Better Tomorrow III: Love & Death in Saigon (1989)
- Peace Hotel (1995)
- Somebody Up There Likes Me (1996)
- The Replacement Killers (1998)
- The Big Hit (1998)
- Red Skies (2002)
- Bulletproof Monk (2003)
- The Glass Beads (2005)
- Blood Brothers (2007)
- Appleseed Saga: Ex Machina (2007)
- My Fair Gentleman (2009)
- Seediq Bale (2011)
- Second Sight (2011)
- The Killer (2012)

### Televisão
| Ano       | Filme        | Diretor | Produtor executivo | Notas               |
| --------- | ------------ | ------- | ------------------ | ------------------- |
| 1996      | Once a Thief | Sim     | Sim                | Filme feito para TV |
| 1997–1998 | Once a Thief | Não     | Sim                |                     |
| 1998      | Blackjack    | Sim     | Sim                | Filme feito para TV |